# Kunsthalle

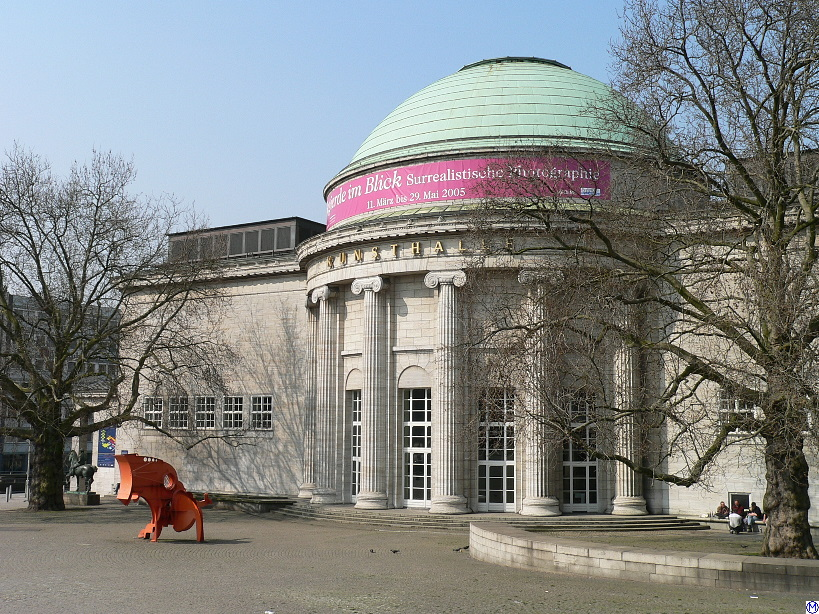
Facciata della Kunsthalle di Amburgo

Una Kunsthalle o Kunsthaus è un termine della lingua tedesca che indica un edificio nel quale vengono realizzati mostre ed esposizioni artistiche. Questa parola può essere tradotta con Galleria d'arte, benché essa abbia un'accezione più specifica. Una Kunsthalle è spesso diretta da una Kunstverein ("società artistica") e si riferisce ad una galleria o ad un museo al quale collaborano diversi artisti, vi si tengono conferenze, convegni e laboratori. Una Kunsthalle è simile ad un Kunstmuseum ("Museo d'arte"), pur non essendo equivalenti i termini: un Kunstmuseum ha la sua collezione permanente, mentre, solitamente, una Kunsthalle ne è priva.
Attualmente i limiti fra le due parole sono molto labili. Nelle nazioni germanofone esistono diversi Kunstmuseen che sono chiamati Kunsthalle e viceversa.